# 2025年筠连县山体滑坡事件
四川宜宾市筠连县沐爱镇山体滑坡事件，官方名称筠连县2.8山体滑坡灾害事件是中华人民共和国四川省宜宾市筠连县沐爱镇金坪村2组（小地名：高家坪）在2025年2月8日11时50分许所发生的一起山体滑坡事件。此次灾害导致10户民房和1户生产用房被掩埋，滑坡体长约1.2公里，宽约100米，厚度为10至20米，滑坡方量达10万余方

## 事件概要

### 地理位置
滑坡发生地为筠连县沐爱镇金坪村2组，地处乌蒙山区，地质条件复杂，属于地质灾害易发区。

### 天气条件
事发前，当地持续降雨，近十天累计降雨量超过40毫米，近三天降雨量累计超过20毫米。持续降雨导致土壤饱和，增加了山体滑坡的风险。

### 地质条件
滑坡点附近是一个呈“V”字形的山沟，滑坡发生后，大量土方涌入山沟，滑坡体堆积物以石块为主，跟周围茂密的植被形成鲜明对比。此外，滑坡山体肉眼可见较大坡度，坡度有40°到60°。滑坡体厚约10至20米，宽约100米，滑坡方量达到10万余方。

## 灾害影响

### 人员伤亡
初步核定已造成10户民房、1户生产用房被掩埋，截至2月17日12時，共造成10人死亡、19人失聯、2人受傷。

### 财产损失
10户民房和1户生产用房被掩埋。
截至8日17时，山体滑坡事件造成筠连县1个乡镇53个通信铁塔站址受到影响，其中1个铁塔基站退出服务。

## 救援行动

### 应急响应
2月8日15时30分，四川省地质灾害防治指挥部将四川省地质灾害三级应急响应升级为一级应急响应。
筠连县委、县政府成立应急救援指挥部，组织救援力量赶赴现场。

### 救援力量
救援队伍包括军队武警、消防救援、综合应急、公安、交通、医疗、通信、电力等各类综合救援力量949人。
国家安全生产勘测队携带地质探测雷达徒步8.6公里到达现场，架设4台地质探测雷达，实时监测滑坡体。

### 救援措施
救援人员使用搜救犬、生命探测仪对垮塌废墟进行搜索，并对关键点位进行标注。
转移受威胁群众200余人，集中安置155人，调配应急发电机、棉帐篷、救灾床、棉被等物资，保障转移群众的基本生活需求

## 后续进展

### 监测与预警
救援现场架设的地质探测雷达实时监测山体位移情况，提前预警二次滑坡风险，确保救援人员安全。
对滑坡体两侧山体进行实时安全监控，预设紧急撤离路线和信号，预防次生灾害。

### 灾后安置
受灾群众被安置在筠连县第二中学安置点，调配30台应急发电机、100顶棉帐篷、400张救灾床、1100床棉被，保障基本生活需求。

### 通信恢复
中国铁塔四川省分公司启动应急响应，投入抢修人员、车辆、发电油机等设备，开展通信抢险保障工作。